# Tropidia longa
Tropidia longa är en tvåvingeart som först beskrevs av Walker 1849.  Tropidia longa ingår i släktet eldblomflugor, och familjen blomflugor. Inga underarter finns listade i Catalogue of Life.